# Rosario del Tala
Rosario del Tala is een plaats in het Argentijnse bestuurlijke gebied  Tala in de provincie  Entre Ríos. De plaats telt 13.807 inwoners.